# 舒琪
舒琪（1956年4月15日—），原名葉健行，香港男導演及影評人，香港演藝學院電影電視學院院長，曾成立「舒琪創造社」。

## 生平
畢業於香港華仁書院和香港大学英文系（1974年至1977年），先後加入過佳藝電視、香港電視廣播有限公司及嘉禾電影公司擔任編劇及副導演，曾擔任德寶電影公司宣傳部經理，又曾擔任香港國際電影節節目策劃。1981年執導第一部作品《兩小無知》，迄今共導演了六部電影。成立「創造社」發行藝術及獨立電影超過200部，1996年在《基佬四十》宣傳時公開表明其男同性戀者身份。1997年開設電影專門書店「壹角度書店」（P.O.V. Bookstore）。曾任香港中文大學邵逸夫堂駐校藝術家，並任香港大學比較文學及英文系客席講師。2002年加入香港演藝學院電影電視學院任高級講師，曾任該學院院長。
2011年發起成立香港粵語片研究會。2016年4月10日，香港眾志創黨，他為常委，並表示將出戰港島區立法區選舉，排在羅冠聰之後。 7月19日，舒琪發出聲明，不參加競選立法會選舉，但仍會留在羅冠聰的競選團隊裡，協助羅出選。
2023年1月，導演任俠向天下一電影追討《紙皮婆婆》編劇費及「金馬創投百萬首獎」的獎金分配，事後於社交媒體發文，矛頭指向監製舒琪，並指稱被他欺騙，舒琪並沒有就此事作出回應。 

## 電影作品
- 《兩小無知》 (1981) (編劇、導演)
- 《老娘夠騷》 (1986) (編劇、導演)
- 《沒有太陽的日子》 (1990) (記錄片) (導演)
- 《虎度門》 (1996) (編劇、導演)
- 《基佬四十》 (1997) (編劇、導演)
- 《愛情Amoeba》 (1997) (編劇、導演)
- 《咖啡，或茶》 (2008) (編劇、監製)
- 《一個複雜故事》 (2013) (編劇、監製)
- 《無涯》 (2013) (記錄片) (監製)
- 《海濱薄夢》 (2014) (編劇、導演)
- 《傘上：遍地開花》(2018) (記錄片) (監製)
- 《翠絲》(2018) (編劇、監製)

## 著作
- 《1995香港電影回顧》（主編）
- 《1994香港電影回顧》（主編）
- 《大路之歌：孫瑜回憶錄》（合編）
- 《香港戰後國、粵語電影比較研究：朱石麟、秦劍等作品回顧》（編輯）
- 《六十年代粵語電影回顧》（編輯）
- 《許鞍華「越南三部曲」劇本集》（編著）
- 《中國美少年》（小說）

## 外部連結
- 舒琪在互联网电影资料库（IMDb）上的資料（英文）（英文）
- 在AllMovie上舒琪的頁面（英文）
- 舒琪在香港影庫上的簡介
- 舒琪在时光网上的簡介（简体中文）
- 演藝：舒琪夠資歷掌電影學院[永久]